# Jan Raas
Jan Raas (Heinkenszand, Zelanda, 8 de noviembre de 1952) es un exciclista de ruta neerlandés, profesional entre los años 1975 y 1985, que desarrolló principalmente su carrera en el equipo TI-Raleigh, durante los cuales logró un palmarés impresionante de más de 115 victorias, siendo algunas de las más prestigiosas la Milán-San Remo de 1977, el Tour de Flandes de 1979 y 1983, la París-Roubaix de 1982 y el Campeonato del Mundo de 1979 conseguido en Valkenburg, así como ganador de 10 triunfos en el Tour de Francia y portador durante 4 etapas del maillot amarillo de líder.
Otras de sus memorables victorias son la Omloop Het Volk de 1981, la Kuurne-Bruselas-Kuurne de 1980 y 1983, A Través de Flandes de 1982, la E3 Harelbeke de 1979, 1980 y 1981, la Gante-Wevelgem de 1981 y el récord histórico de 5 victorias en la Amstel Gold Race (1977-80 y 1982), que hicieron que la carrera fuera renombrada coloquialmente como la «Amstel Gold Raas» por los fanáticos en honor al dominio que ejerció sobre ella, en donde además fue 2.º y 3.º en 1976 y 1983. Posee también el hito de ser el único ciclista en la historia que ha conseguido ganar en todas las clásicas adoquinadas importantes de la temporada  —Omloop Het Volk, Kuurne-Bruselas-Kuurne, E3 Harelbeke, Gante-Wevelgem, A Través de Flandes, Tour de Flandes y París-Roubaix—.
Considerado como el mejor ciclista de clásicas holandés de todos los tiempos y uno de los mejores de la historia, Jan Raas era un corredor terco y fuerte, capaz de superar con soltura duras y cortas colinas, talentoso, un hábil estratega en carrera, rodador y gran velocista, destacando por su morfología en las clásicas de primavera,  donde era un especialista y uno de los corredores más laureados y exitosos de finales de los 70 y principios de los 80. Es reputado como el mayor depredador de clásicas tras Eddy Merckx y Roger de Vlaeminck.
La era Raas, junto a Gerrie Knetemann, Hennie Kuiper y Joop Zoetemelk, está catalogada como el periodo más importante del ciclismo holandés.
Caracterizado por usar anteojos y lucir rostro de enfado en competición, Jan poseía un carácter complicado, chocaba incluso con su mentor y director deportivo Peter Post, que provocó que separaran finalmente sus caminos a finales de 1983.
Fue 3.º en el trofeo Super Prestige Pernod a mejor ciclista del año en 1981 y 1983 y 5.º en 1978 y 1979.

## Biografía
Nació el 8 de noviembre de 1952 en Heinkenszand, en Zelanda. Se crio en el seno de una familia católica de granjeros que tuvieron 10 hijos.
Su interés por el ciclismo llegó a los 15 años, edad en la que abandonó la escuela, adquirió su primera bicicleta de carreras —regalo de su cuñado— y comenzó a competir como júnior. Obtuvo su primera victoria en julio de 1969.
Sus éxitos en carreras de aficionados, como los 2 triunfos parciales en el Olympia Tour de 1974 y el Campeonato de Holanda del mismo año, llevaron al gran ciclista y director del venerable equipo de TI-Raleigh, Peter Post, a ofrecerle nuevamente a Raas un contrato profesional para la temporada de 1975, con 22 años. El holandés, que había rechazado la propuesta de Post el año anterior y que se había mantenido trabajando a tiempo parcial en una fábrica de patatas mientras competía en carreras de amateur, aceptó la oferta.

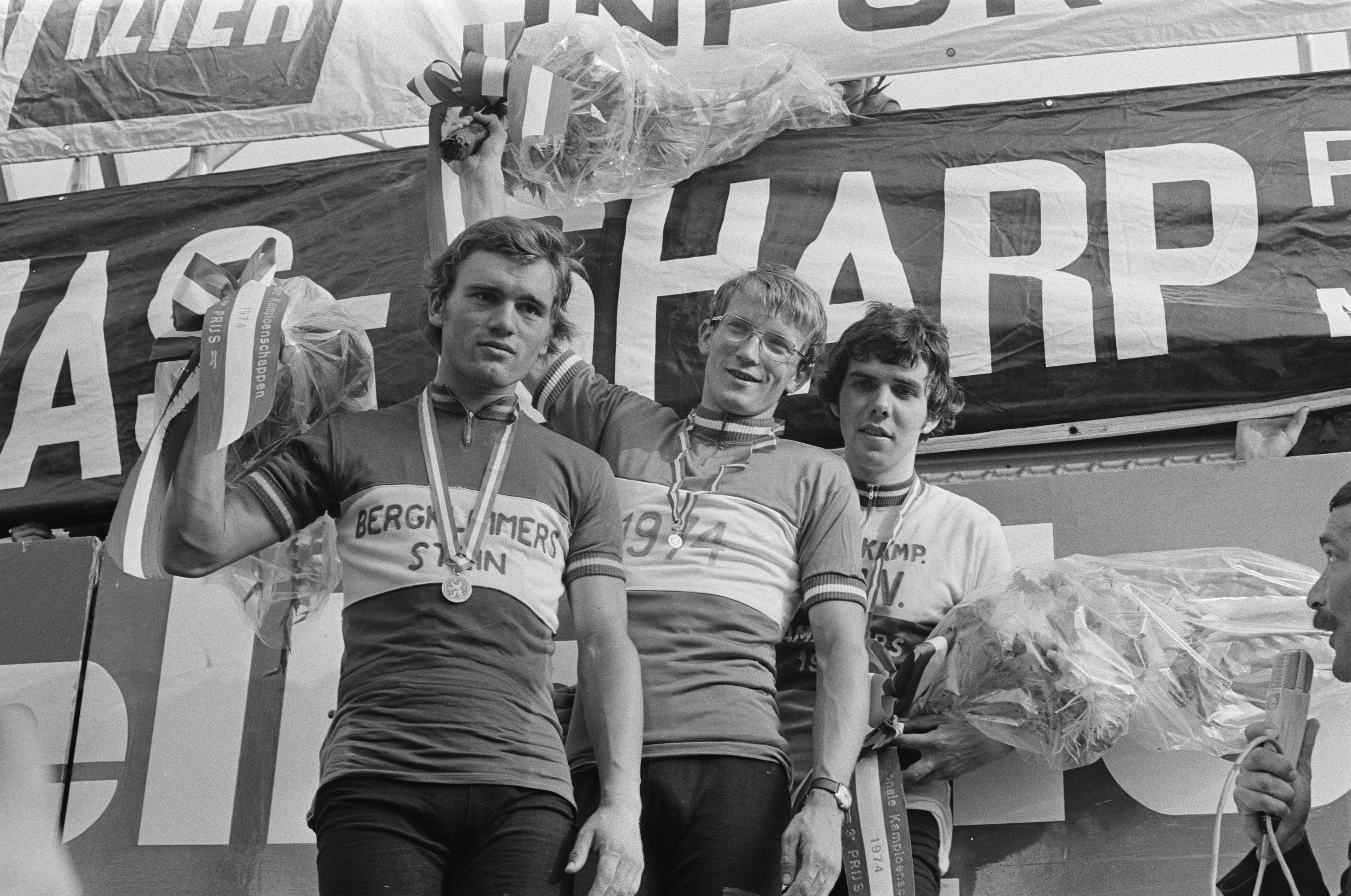
Jan Raas en el podio del Campeonato de los Países Bajos amateur en 1974.

### Inicio profesional

#### 1975-1976: Primeras victorias y pequeños destellos en el TI-Releigh, debut en el Tour
En sus dos primeras temporada en la élite, Jan Raas demostró ser una gran promesa. Consiguió 2 pequeñas victorias y el campeonato nacional holandés en 1976. Además, logró varios puestos de honor en carreras importantes de un día como el 8.º y 9.º lugar en la Omloop Het Volk de 1975 y 1976 respectivamente, la 6.ª plaza en la E3 Prijs Vlaanderen de 1975 o la 7.ª posición en la París-Roubaix de 1976, entre otros. Tuvo también una destacable actuación en su estreno en la Amstel Gold Race de 1976, carrera que a la postre sería su favorita, donde resultó 2.º en solitario por detrás de un espléndido Freddy Maertens.
Asimismo, hizo su debut en el Tour de Francia de 1976. Quedó 3.º en el sprint de la segunda jornada como mejor resultado individual, participó en el triunfo conseguido en la contrarreloj por equipos y ayudó a su compañero Gerben Karstens a alzarse con la victoria en el tercer sector de la 18.ª etapa de la ronda francesa.

### Años de supremacía

#### 1977: Cambio de equipo y consagración; primer monumento y primera Amstel
Pese a sus buenas actuaciones en las carreras donde participaba, el vigente campeón holandés sentía que no tenía suficientes oportunidades y galones dentro del equipo donde Hennie Kuiper para las grandes vueltas, Gerben Karstens para las llegadas masivas y Gerrie Knetemann como la gran promesa para las clásicas, eran los líderes indiscutibles y su lugar dentro de la escuadra estaba relegado al rol de gregario, puesto que, consciente de sus posibilidades, no estaba dispuesto a asumir y situación que provocaría las primeras discrepancias con Peter Post. El holandés, que tenía grandes aspiraciones, pidió al director del TI-Raleigh un papel de protagonista en competición. Post rechazó su propuesta y lo puso en la tesitura de aceptar su función o dejar el equipo. Jan Raas escogió la segunda opción y firmó por la escuadra —también de los Países Bajos— Frisol para la temporada de 1977 en busca de más libertad en carrera.
Con el maillot de campeón nacional en el Frisol y siendo relativamente un desconocido Raas se consagró como ciclista ganando en Italia la prestigiosa Milán-San Remo, a corredores de renombre y de la talla de Roger de Vlaeminck, Freddy Maertens, Walter Planckaert y Patrick Sercu, entre otros.
La etapa conseguida en la Vuelta al Mediterráneo al inicio de la temporada, el 2.º puesto obtenido tras un mano a mano por la victoria ante el belga Freddy Maertens en la Omloop Het Volk, el 5.º lugar en la Kuurne-Bruselas-Kuurne y los podios de etapa en la París-Niza durante la primera parte de la campaña no habían despertado mucho interés entre los aficionados y la prensa especializada, que no lo posicionaban entre los candidatos a llevarse el primer monumento del año.

Florent van Vaerenberghe, el director del equipo Frisol se acercó al holandés la noche anterior a la carrera en el hotel, se sentó a su lado y le preguntó:
«¿Qué opinas?»
«¿El equipo trabajará para mí?»
«¿Crees qué tienes una oportunidad?»
«Puedo intentarlo»
Vaerenberghe se fue y habló con los otros corredores del equipo y regreso poco más tarde.
«Sí, trabajarán para ti»
«¿Incluso Luis Ocaña?»

«Ocaña incluso más que los demás. Se da cuenta de que no tiene ninguna posibilidad aquí. También dijo que podría necesitar tu ayuda más adelante».
Conversación que mantuvo Jan Raas y su director del Frisol y que recogió Peter Duker en su artículo de mayo de 1977 para el periódico deportivo «International Cycle Sport».

En La Classicissima Jan Raas no tuvo un comienzo del todo bueno. Se estrelló en la subida del Paso Turchino y, tras un cambio de rueda cedida por su compañero Wilfried Wesemael al estar el coche del equipo atascado en el tráfico, realizó una dura persecución de 32 km para atrapar al pelotón cuando este llegaba a la costa mediterránea.
En el tramo final y decisivo de la carrera, los 6 corredores que entonces conformaban la escapada contaban con 20 segundos en la base del Poggio, la última subida. Giuseppe Saronni atacó seguido por el holandés muy de cerca y ambos atraparon rápidamente al grupo cabecero. Aprovechando la situación, Jan volvió a atacar de inmediato y solo Giuseppe Perletto —de la fuga— pudo dar algún tipo de respuesta, aunque sin éxito. Jan Raas alcanzó la cima del Poggio con una ventaja de 4 segundos sobre Perletto y comenzó una zambullida bajada hacia la meta abarrotada de San Remo, manteniendo a raya al pequeño grupo perseguidor por la Via Roma y ganando así su primer monumento con un margen de 3 segundos ante la conmoción de multitud italiana.

«Jan Raas, ¿Quién es este? Hasta esta mañana en Italia era casi un extraño y ni siquiera ilustre. Un corredor holandés miope que a veces va rápido, pero solo cuando no hay humedad, de lo contrario se empañan las lentes: pero hoy es el ganador de San-Remo...»
Massimo Caravella firmaba en el periódico «La Stampa» el 20 marzo de 1977, un día después de la carrera.

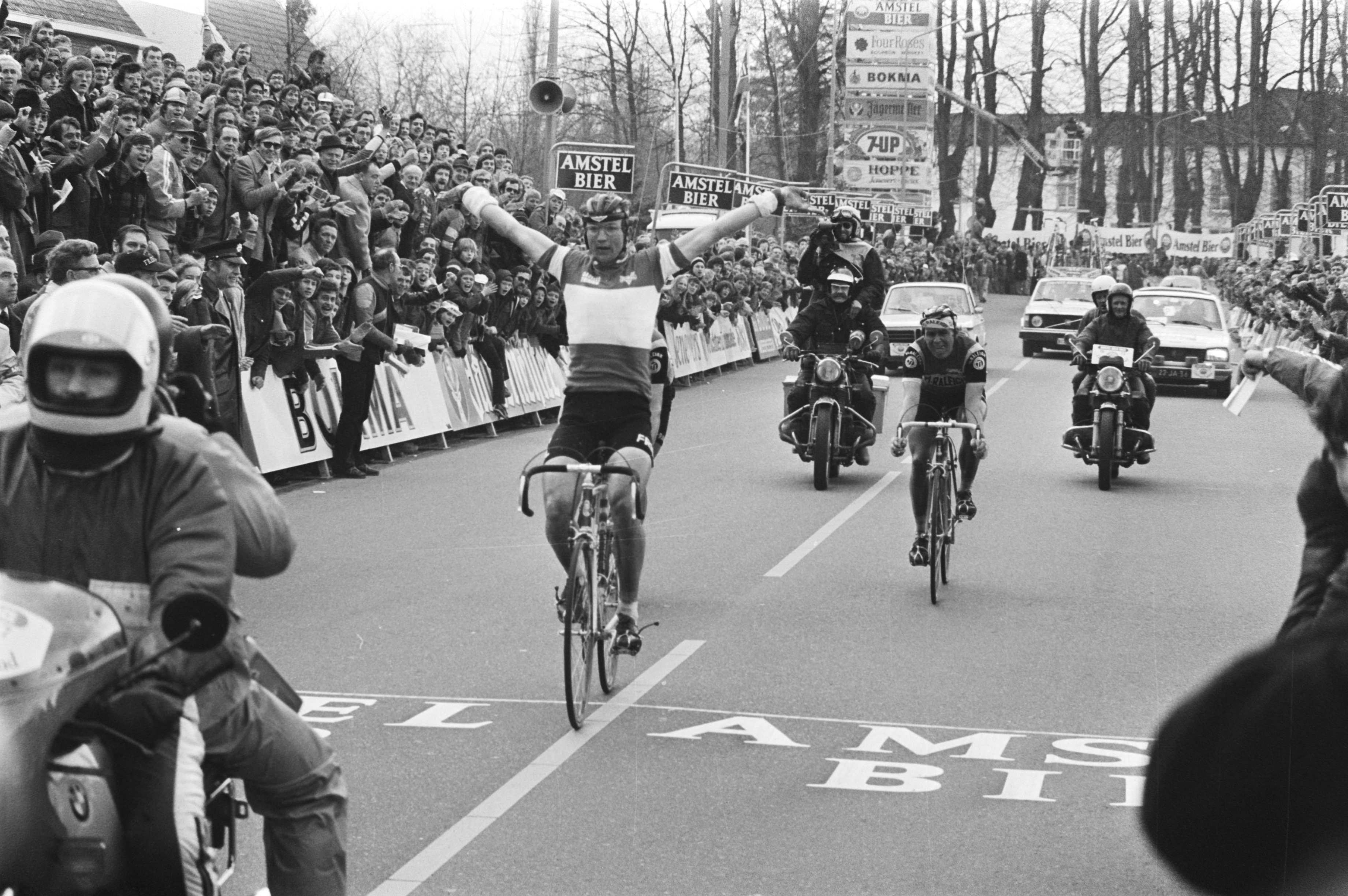
Jan Raas, celebrando su victoria en la Amstel de 1977 ante Hennie Kuiper (2.º) y Gerrie Knetemann (3.º).

Tras su victoria en Italia y ya erigido como líder indiscutible del equipo Frisol para las carreras de un día, Jan Raas siguió causando sensación. Finalizó 3.º en el Tour de Flandes —tras las descalificación del 2.º y 3.º por dopaje— y ganó por primera vez la Amstel Gold Race, a sus compatriotas y excompañeros de equipo Gerrie Knetemann (ganador 3 años antes) y Hennie Kuiper. En la clásica holandesa, los del TI-Raleigh hicieron la selección en el último paso por el Cauberg, aislándose junto a Raas del resto. «Knete» y Kuiper se compenetraron para atacarlo en los kilómetros finales pero el de Frisol resistió las embestidas y logró hacerse con la victoria al sprint.
En julio, Jan consiguió su primera victoria en el Tour de Francia, en la 6.ª etapa llana con final en Limoges. Atacó a falta 2 km la pancarta final, adquiriendo la suficiente ventaja como para vencer en solitario.
Pese a las grandes y multitud de victorias conseguidas por Raas, el conjunto Frisol desaparecería para la siguiente campaña. Peter Post, que no tenía buena relación con el campeón holandés —aunque le tenía un profundo respeto— y tirando de la pragmática que lo caracterizaba, lo invitó a reunirse con él. El director del TI-Raleigh había contemplado a Raas como una verdadera amenaza para la preeminencia de su estructura. La victoria del holandés de aquella manera en la Milán San-Remo había puesto en duda su juicio, mientras que la debacle sufrida en la Amstel Gold Race ante sus dos mejores corredores le había arrojado algo cercano a la ignominia sobre su equipo. Post, al ver que se habían cumplido todas las pretensiones que el holandés le solicitó la temporada anterior y que no quería ver repetido lo sucedido en aquella primavera en años posteriores, acordó con Raas que tanto el y Knetemann trabajarían en conjunto.
A partir de aquel momento, Jan Raas se convirtió en la fuerza impulsora de los éxitos del equipo TI-Releigh a finales de los años 70 y principios de los 80. El holandés comandaría la escuadra en la campaña de clásicas.

#### 1978: Vuelta al TI-Releigh, segunda Amstel Gold Race

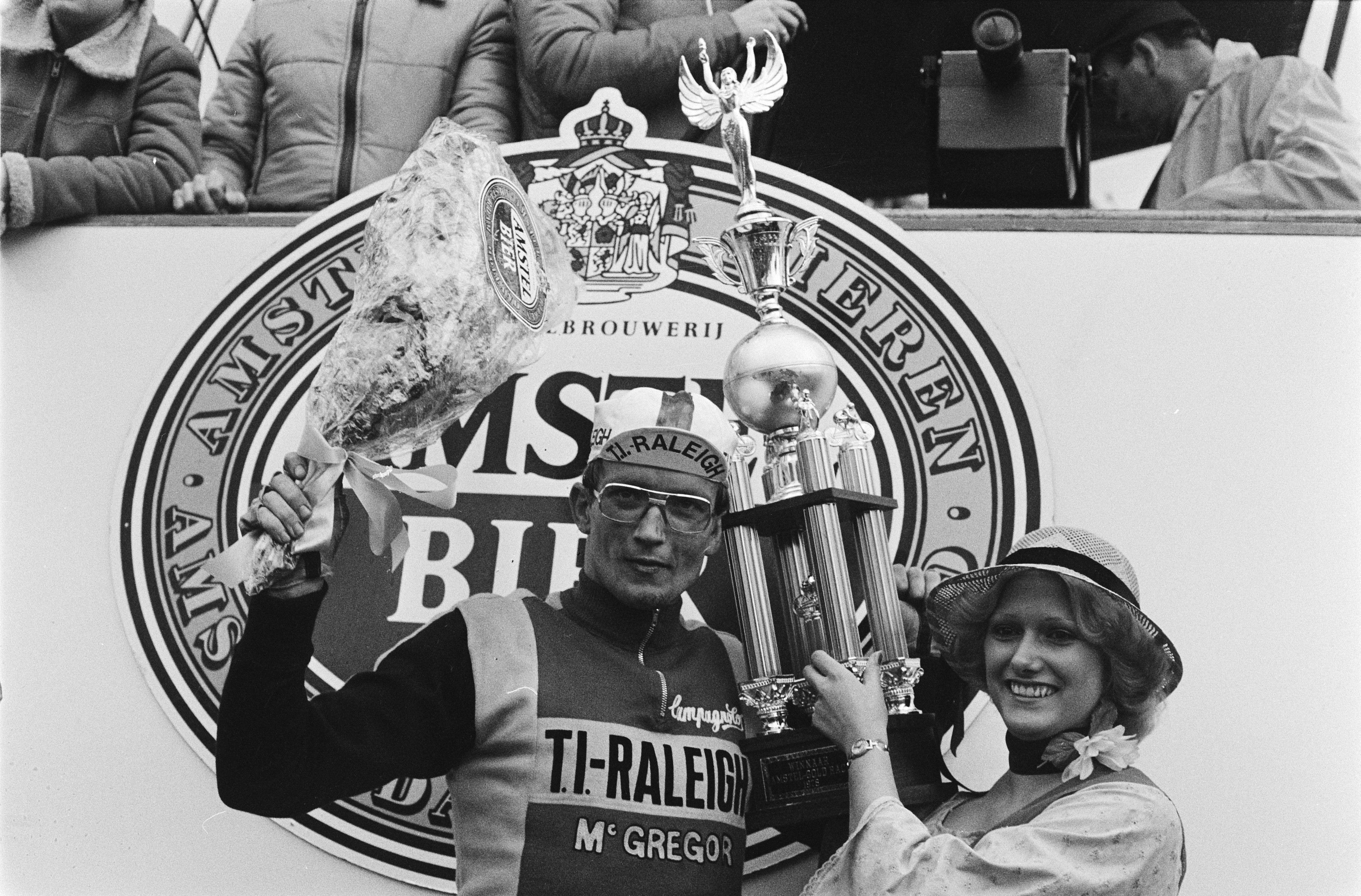
Raas con el trofeo de la Amstel Gold Race de 1978.

En su regreso al equipo neerlandés y ya con galones de líder, Jan se anunciaba en primavera como uno de los favoritos para ganar nuevamente la clásica holandesa por antonomasia, la Amstel Gold Race, y lo consiguió en solitario aventajando en 1 min 16 s al italiano Francesco Moser, que ganaría posteriormente el sprint de grupo, en una edición en la que tan solo 32 de los 138 participantes pudieron completar la prueba debido a unas condiciones climatológicas difíciles. Como curiosidad, los primeros 6 corredores en terminar habían sido o serían coronados campeones del mundo en ruta: Raas en 1979, Francesco Moser en 1977, Joop Zoetemelk en 1985, Freddy Maertens en 1976 y 1981, Hennie Kuiper en 1975 y Gerrie Knetemann en 1978.
En la clásicas flamencas Jan Raas prosiguió con notables actuaciones, aunque no logró ninguna victoria. Ocupó el 3.er  lugar del podio tras un sprint final de 5 corredores en la Omloop Het Volk, ganada nuevamente por el belga Freddy Maertens, y acabó 2.º en la E3 Prijs Vlaanderen, también ante Maertens, cuando estaba a punto de neutralizarlo en los metros finales de la carrera tras zafarse del pequeño grupo perseguidor y del que el belga había saltado en solitario anteriormente.
En los adoquines de la París-Roubaix Raas se vio perjudicado por la mala suerte. A causa de los pinchazos, tuvo que realizar 2 importantes persecuciones —de 15 y 11 km— en el tramo decisivo de la carrera. Tras los esfuerzos adicionales realizados, el holandés poco pudo hacer cuando después de reengancharse por segunda vez al grupo cabecero de 13 favoritos, el campeón del mundo, el italiano Francesco Moser, atacó a falta de 22 km y se marchó en solitario. Aun así, Raas lideró el grupo perseguidor con Freddy Maertens (4.º) y con Roger de Vlaeminck (2.º) —compañero de Moser— y consiguió un honorable 3.er puesto.

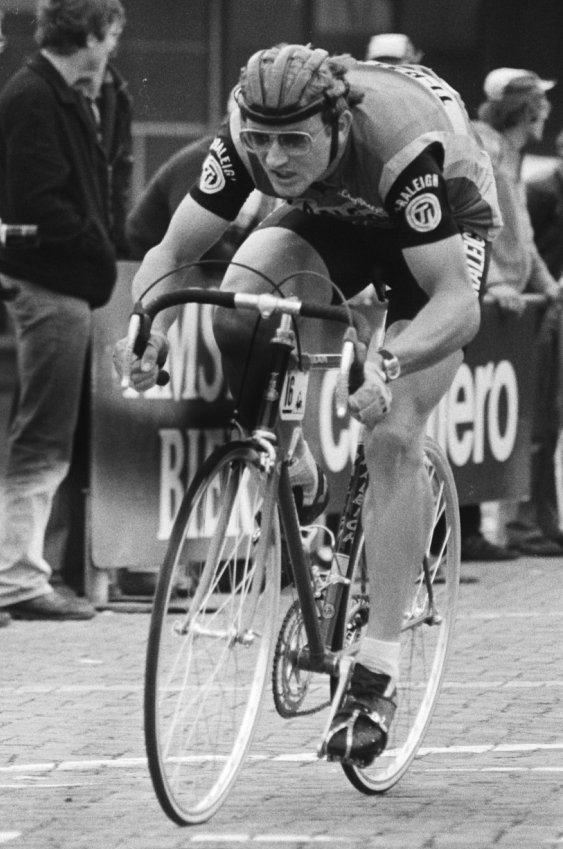
Jan Raas durante el prólogo del Tour del ´78

Jan siguió cumpliendo de manera excelente con las expectativas generadas en el Tour de Francia de 1978, última ronda francesa que completaría ya que consideraba que las montañas eran una pérdida de esfuerzo. Se adjudicó la victoria en el prólogo de 5,2 km contrarreloj en Leiden, ciudad de su país natal. Pese a ganar, Jan Raas no se pudo vestir de amarillo pues los organizadores del Tour decidieron poco antes de empezar el prólogo que éste no fuera valedero para la clasificación general debido a que el circuito estaba muy resbaladizo a causa de la lluvia. Aun así, el zelandés volvió a repetir triunfo al día siguiente en primer sector de la 1.ª etapa al sprint, venciendo al belga Freddy Maertens y adjudicándose ahora si el maillot amarrillo de líder que mantuvo durante 3 días, hasta la 3.ª etapa, que lo perdería en detrimento del francés Jacques Bossis. Volvería a ganar una vez más, en la 21.ª etapa, tras atacar al pelotón y marcharse en solitario a falta de 2 km del final, quedando de nuevo por delante de su gran rival directo de aquella temporada, Maertens, que ganaría el sprint del grupo.
Finalizó el año quedando 13.º en el Campeonato del Mundo, ganado por su compañero de equipo y compatriota Gerrie Knetemann, y ganando la París-Bruselas y la París-Tours —en solitario y con condiciones meteorológicas difíciles—. Además, terminó en 5.º lugar con 140 puntos en el trofeo Super Prestige Pernod a mejor ciclista del año, por detrás de Francesco Moser (325), Bernard Hinault (305), Joop Zoetemelk (184) y Gerrie Knetemann (168).

#### 1979: Temporada gloriosa, segundo monumento, tercera Amstel y Mundial
En 1979 Raas disfrutó de un año maravilloso. Empezó la temporada ganando el prólogo y 1 etapa en el Tour del Mediterráneo. Días más tarde, en la primera clásica del pavé —la Omloop Het Volk— quedaría 2.º, tras sucumbir en los metros finales ante el belga Roger de Vlaeminck en un final de 3 corredores. Posteriormente, se llevaría 1 etapa en línea en la París-Niza y quedaría 12.º en el embalaje final de la Milán-San Remo.
En las clásicas de Flandes, Jan Raas mostró su poderío ganando la E3 Prijs Vlaanderen, a Frank Hoste y a Michel Pollentier, y su segundo monumento, el Tour de Flandes, tras atacar y marcharse en solitario a 30 km del final del grupo de grandes contendientes que se había formado tras el paso por el Koppenberg. También se subió al pódium en A Través de Flandes y en la Gante-Wevelgem donde fue 3.º en ambas pruebas al sprint. En el Infierno del Norte se vio nuevamente perjudicado por la mala suerte al sufrir 4 pinchazos durante el desarrollo de la carrera, viéndose relegado al 5.º lugar.
Una semana más tarde, el zelandés volvió a la Amstel Gold Race para firmar otra victoria en solitario. Raas, que partía ya como máximo favorito tras sus victorias en los dos años predecesores, atacó a 22 km con el sueco Sven-Ake Nilsson a rueda, escapada a la que se uniría poco después su compañero de equipo y fiel gregario Henk Lubberding. Con un contundente ataque y la colaboración de Lubberding como escudero, el vigente campeón de Flandes se aisló y ganó con 40 segundos de margen la que sería su tercera victoria consecutiva.  Al día siguiente, alzaría de nuevo los brazos en el segundo sector de la 1.ª etapa de la Vuelta a Bélgica ante Walter Planckaert.
El dominio aplastante que Jan Raas ejercía sobre la Amstel hicieron que la afición holandesa, tras su tercer triunfo, rebautizaran la carrera de un modo irónico como la «Amstel Gold Raas». El holandés ya era considerado por entonces como el mejor clasicómano del momento.
Tras llevarse la medalla de bronce en el Campeonato de Holanda en ruta, se impuso en la 5.ª etapa del Tour de Francia al sprint. Como preparación al Mundial, uno de sus grandes objetivos de la temporada, el tricampeón de la carrera de la cerveza disputó, a modo de preparación la Vuelta a Alemania, en donde ganó la 4.ª etapa de 254 km, y la Vuelta a los Países Bajos, en la que se llevaría el prólogo, 1 etapa y la general.

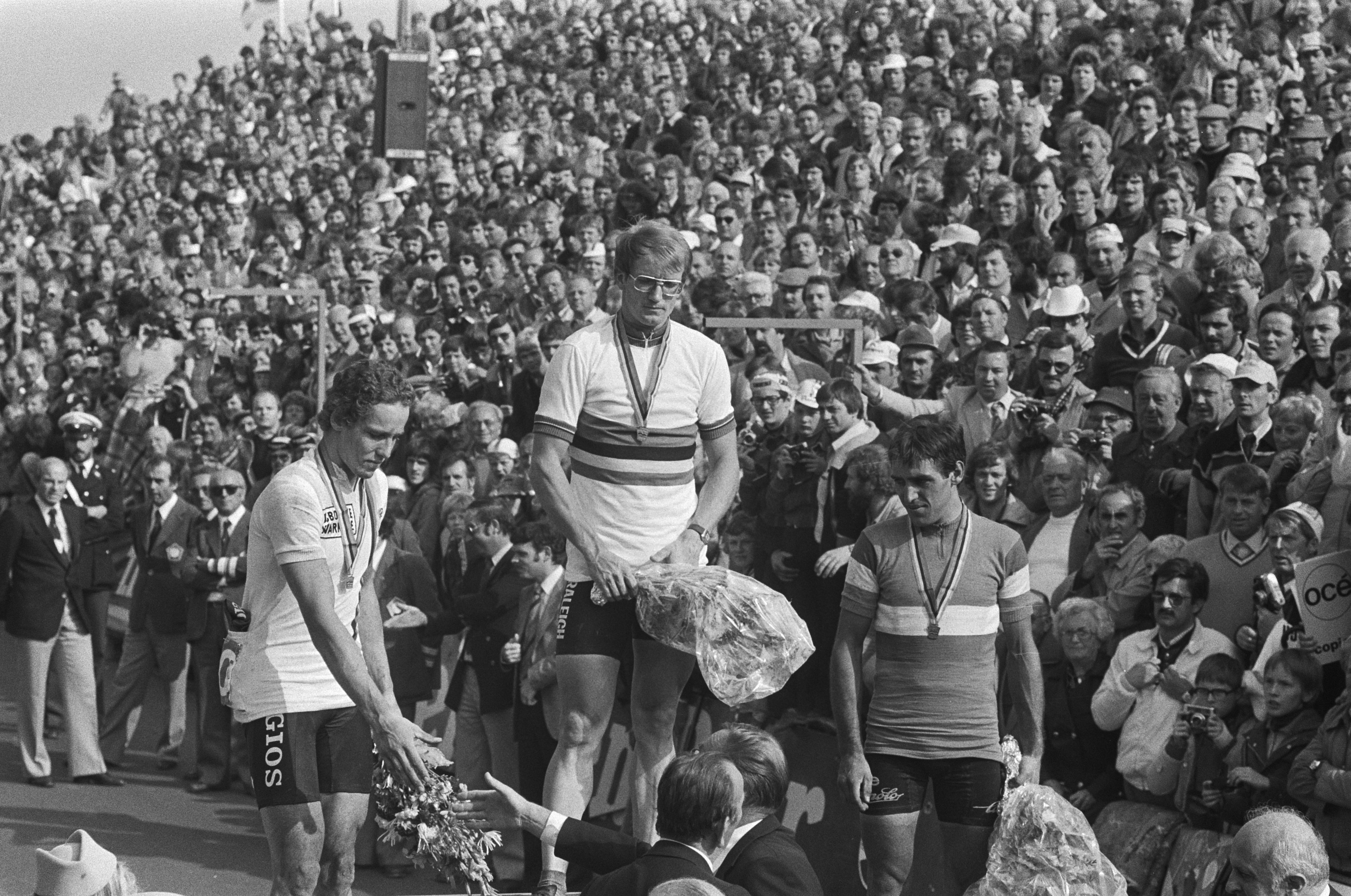
Jan Raas en el podio del Campeonato del Mundo de 1979. «Didi» Thurau (2.º) y Jean-René Bernaudeau (3.º)

En el Campeonato del Mundo celebrado Valkenburg, Jan Raas se perfilaba como uno de los favoritos para ganar la prueba. Su condición era buena y se había preparado meticulosamente para la carrera. El recorrido, con similitudes a la Amstel aunque algo más duro, era una réplica del mundial de 1948, ganado por Briek Schotte, y constaba de 17 vueltas de 16 km en las que se ascendía el Bemelerberg y el Cauberg, colinas que el holandés conocía a la perfección. Daniel Willems, tras una jornada relativamente tranquila, atacó y redujo el grupo  —en el que se encontraba Raas— a 8 corredores en la penúltima vuelta. Justo después de la última subida al Cauberg, a unos 1.800 metros de la meta, el francés André Chalmel lanzó un ataque en solitario al que Raas se mantuvo impasible. El alemán Dietrich Thurau, que no pudo contenerse, fue quien cerró la brecha con el holandés Raas, el italiano Giovanni Battaglin,  —que hasta entonces llevaba una temporada encomiable y estaba en plena forma— y el francés Jean-René Bernaudeau a rueda. El alemán cazó a Chalmel a 200 metros de meta y lanzó el sprint desviándose bruscamente de su trayectoria de izquierda a derecha en la calzada, de manera que Battaglin, que seguía la estela del holandés y este a su vez la del alemán, cayó al suelo al chocar con la rueda trasera de Jan. Raas superaría al alemán «Didi» Thurau en lo metros finales y se proclamaría campeón del mundo en su tierra natal frente a 200 000 espectadores. Tras lo sucedido en el polémico sprint los responsables del equipo italiano realizaron una reclamación oficial contra el holandés, protesta que fue desestimada por el jurado.
Terminó el año compitiendo en el Giro de Lazio, la París-Bruselas y la París-Tours y acabó nuevamente en 5.º lugar con 235 puntos en el Super Prestige Pernod tras el vencedor del Tour Bernard Hinault  (421), el ganador del Giro Giuseppe Saronni (330), el triunfador de la Vuelta Joop Zoetemelk (325) y de Francesco Moser (240).

#### 1980: Buena temporada de clásicas y cuarta Amstel Gold Race

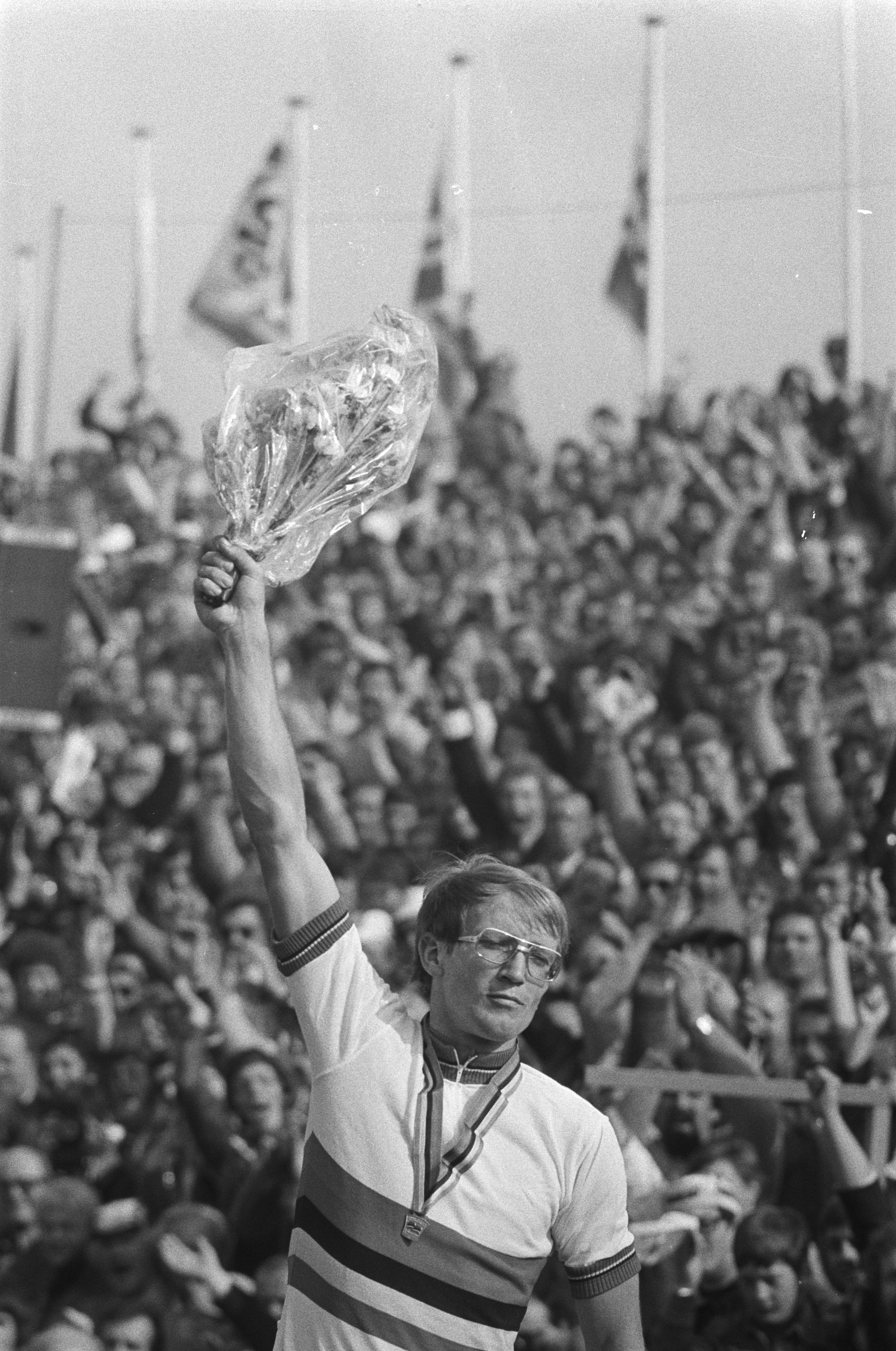
Jan Raas con el maillot arcoíris que llevó en 1980.

Con el jersey arcoíris sobre los hombros en 1980, Jan Raas comenzó la temporada en Francia, como venía realizando años anteriores. Empezó ganando en su debut en competición con 1 etapa en la Estrella de Bessèges, a lo que prosiguió con 2 triunfos parciales más en el Tour del Mediterráneo y la victoria en el Gran Premio de Cannes. En el fin de semana de apertura de clásicas belga —Opening Weekend— finalizó en 5.º lugar en la Omloop Het Volk y se llevó al día siguiente la victoria en solitario en la Kuurne-Bruselas-Kuurne.
Siguió con la racha de victorias ganando el segundo sector de la 1.ª etapa de la París-Niza, carrera de la que sería expulsado en la siguiente jornada por provocar, junto con otros 10 corredores, una huelga en el pelotón ante la negativa por parte de dirección de carrera de no neutralizar una parte del trayecto por heladas en la calzada. Los 43 corredores que junto con el holandés terminaron la 2.ª etapa 30 minutos detrás del vencedor fueron sancionados con 200 francos suizos. Posteriormente, en el primer monumento de temporada, la Milán-San Remo, Jan Raas se subió al 3.er cajón del podio tras los italianos Pierino Gavazzi y Giuseppe Saronni en el sprint final.
En Bélgica, la temporada alta de clásicas de pavé fue muy positiva para el campeón del mundo. Revalidó su título en la E3 Prijs Vlaanderen en un esprint masivo, quedó 2.º en A Través de Flandes y 3.º en el Tour de Flandes, tras un error táctico. El belga Michel Pollentier, aprovechando el marcaje que Raas y Francesco Moser mantenían y al verse sin posibilidades de ganar al sprint, lanzó desde atrás un ataque a poco más de 500 metros de meta llevándose De Ronde ante la parsimonia que el holandés y el italiano mantuvieron y que nada pudieron hacer cuando reaccionaron. Jan Raas cerró campaña de pavé belga con un 6.º puesto en la Gante-Wevelgem, ganada por su compañero Henk Lubberding.
En su tierra natal, Jan prosiguió su idilio con la Amstel Gold Race proclamándose por cuarta vez consecutiva como vencedor de la carrera el 5 de abril de 1980. Atacó en el Keutenberg al grupo de favoritos, llevándose consigo a su fiel escudero Lubberding y al ganador de la París-Niza y 7.º en Flandes Duclos-Lassalle. El intento de escapada de los tres corredores no dio resultado ante el empuje Bernard Hinault, que los trajo del vuelta al pequeño grupo perseguidor. Ya en el embalaje final de 13 corredores, el campeón del mundo se llevó la victoria con un imperial sprint ante Fons de Wolf y el joven prometedor Sean Kelly, 2.º y 3.º, y los franceses Jean Chassang y Bernard Hinault. Días después, conseguiría 1 etapa en la Vuelta a Bélgica y tuvo que abandonar en la París-Roubaix tras sufrir una grave caída.

«La Gold Race fue hecha para mí, no tenía habilidad como escalador, pero las cortas y duras colinas de Limburgo fueron hechas para mí»
Jan Raas

Tras más de un mes de descanso, el campeón del mundo volvió a la competición en el Tour de Luxemburgo, donde mostró su gran estado de forma adjudicándose 2 etapas. También disputó la vuelta por etapas Gran Premio de Midi Libre, sin victorias aunque con tres 2.os puestos, y en el campeonato nacional, con un 5.º lugar. En el Tour de Francia, Raas jugó un papel importante en el triunfo en la general de su compañero de equipo Joop Zoetemelk. Aparte, ganó al sprint 3 —una por descalificación del ganador por ostensibles irregularidades durante el embalaje— de las 11 etapas que consiguió la escuadra TI-Raleigh en una de las actuaciones más dominantes en toda la historia del Tour.
Para cerrar la temporada Jan Raas disputaría la Scheldeprijs —3.er lugar—, la Vuelta a los Países Bajos, con un 1 triunfo parcial, y el Campeonato del Mundo, la París-Bruselas y la París-Tours, sin destacados resultados.

#### 1981: Sigue la hegemonía en la clásicas de pavé belga
En 1981 el holandés volvió a iniciar su campaña en Francia. Destacó desde su comienzo en competición llevándose el prólogo, 2 etapas y la general en la Estrella de Bessèges y 1 triunfo parcial en el Tour del Mediterráneo.
En las clásicas del norte, Jan Raas fue igualmente protagonista conquistando la primera clásica importante de la temporada, la Omloop Het Volk, ante sus compañeros de escapada, el francés Gilbert Duclos-Lassalle y el belga Jean-Luc Vandenbroucke, en una carrera marcada por el frío y la lluvia. Rass fue por entonces el tercer ciclista no belga que ganaba la Omloop desde su primera edición en 1945.

«Por supuesto que no es un gran clásico como San Remo, Roubaix o Flandes. Pero para mí cuenta... Es la primera carrera importante para los especialistas en clásicas, con un recorrido sobre adoquines y bajo unas condiciones meteorológicas tan espantosas, esta victoria realmente cuenta.»
Jan Raas, tras dos 2.os puestos en el 77 y 79 y un 3.º en el 78.

Tras su paso por la Tirreno-Adriático, Jan Raas siguió construyendo su palmarés sobre los adoquines adjudicándose por tercera vez y de manera consecutiva la E3-Prijs Harelbeke. El zelandés, que se encontraba en cabeza de carrera junto a otros 5 corredores y que no deseaba jugarse la carrera al sprint ante la presencia en el grupo de Roger de Vlaeminck, atacó llevándose consigo al belga Ludo Delcroix, con el que se distanciarón del resto y al que posteriormente batió por velocidad. Su buen estado de forma demostrado hasta el momento y sus victorias en años anteriores hicieron que se erigiera una vez más como principal contendiente a revalidar la victoria en la Amstel Gold Race, que se celebraría 5 días después.

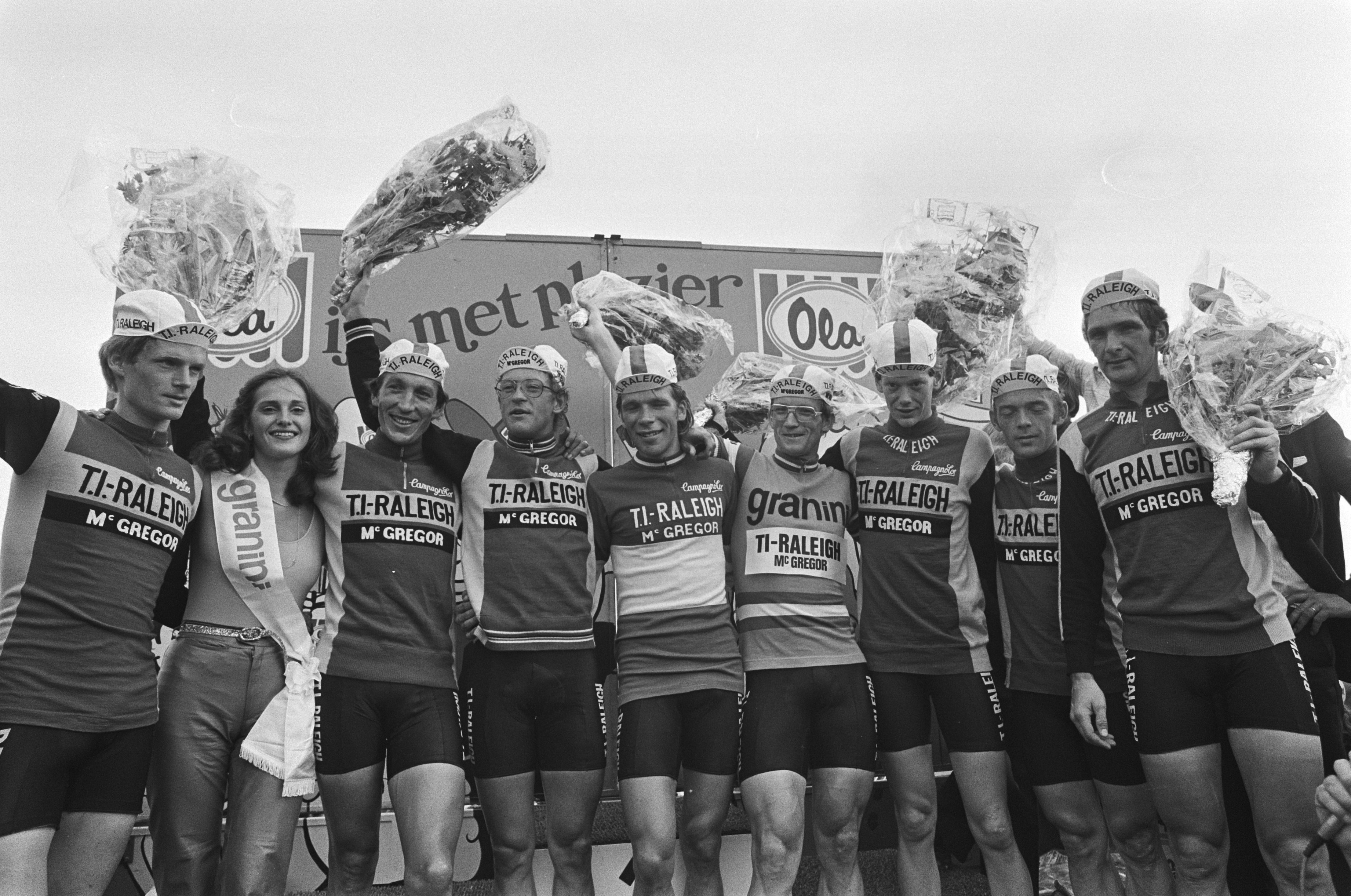
Raas con sus compañeros del TI- Raleigh.

Después de ayudar a su compañero Frank Hoste a ganar A través de Flandes, fue finalmente derrotado en la Amstel Gold Race tras un perfecto sprint del francés Bernard Hinault. Curiosamente, el bretón había terminado 5.º el año anterior, posición del holandés en 1981. Días más tarde, repetiría el resultado obtenido el año anterior y terminaría 3.º en el Tour de Flandes en el sprint por la 2.ª plaza del pequeño grupo perseguidor tras un soberbio Hennie Kuiper, ganador de la carrera.  Acabaría su pasaje por las clásicas flamencas ganando la Gante-Wevelgem en velocidad y con autoridad a Roger De Vlaeminck, Fons De Wolf —2.º y 3.º respectivamente—, Gregor Braun, Marc Demeyer y Adrie van der Poel. En París-Roubaix, 2 pinchazos y otra aparatosa caída después 111 km, en el tramo adoquinado de Neuvilly, en el que se clavó el manillar en la zona inguinal, hicieron que abandonara de nuevo la carrera.
Por problemas en la espalda derivados de la caída que sufrió en el Infierno del Norte no disputó el Tour de Francia en julio y tras un periodo de descanso y recuperación retomó la competición y, entre otras carreras, acabó el año participando en la París-Bruselas y en la París-Tours, quedando en 2.º y .1.er lugar, respectivamente.
Debido a sus éxitos durante la campaña de clásicas Jan Raas terminó 3.º (155 pts.) en el Super Prestige Pernod, por detrás del vencedor de la París-Roubaix y el Tour de Francia Bernard Hinault (325) y ´El Gitano´ Roger de Vlaeminck (185).

#### 1982: Tercer monumento y quinta Amstel Gold Race
En 1982 Jan Raas no tuvo el comienzo deseado, a causa de problemas estomacales y gripe, que lo hicieron perder hasta 5 kilos a principios de año. Pese a ello, ganó el prólogo en la Estrella de Bessèges y consiguió un loable 6.º y 5.º puesto en la Omloop Het Volk y Kuurne-Bruselas-Kuurne. En Italia, disputó la Tirreno-Adriatico, sin victorias, y la Milán-San Remo, ganada por el desconocido y neo-profesional Marc Gomez, uno de los 20 integrantes de la fuga inicial.

En la clásicas flamencas, Raas no logró revalidar su título en la E3-Prijs Harelbeke, al finalizar 5.º en el sprint del pequeño grupo que se jugó la carrera. Aun así, un día más tarde, pudo resarcirse ganando en A través de Flandes a Jean-Luc Vandenbroucke. Tras ser 6.º en los Tres Días de Brujas-La Panne, vuelta por etapas ganada por su compañero de equipo Gerrie Knetemann, finalizó 13.º en De Ronde.

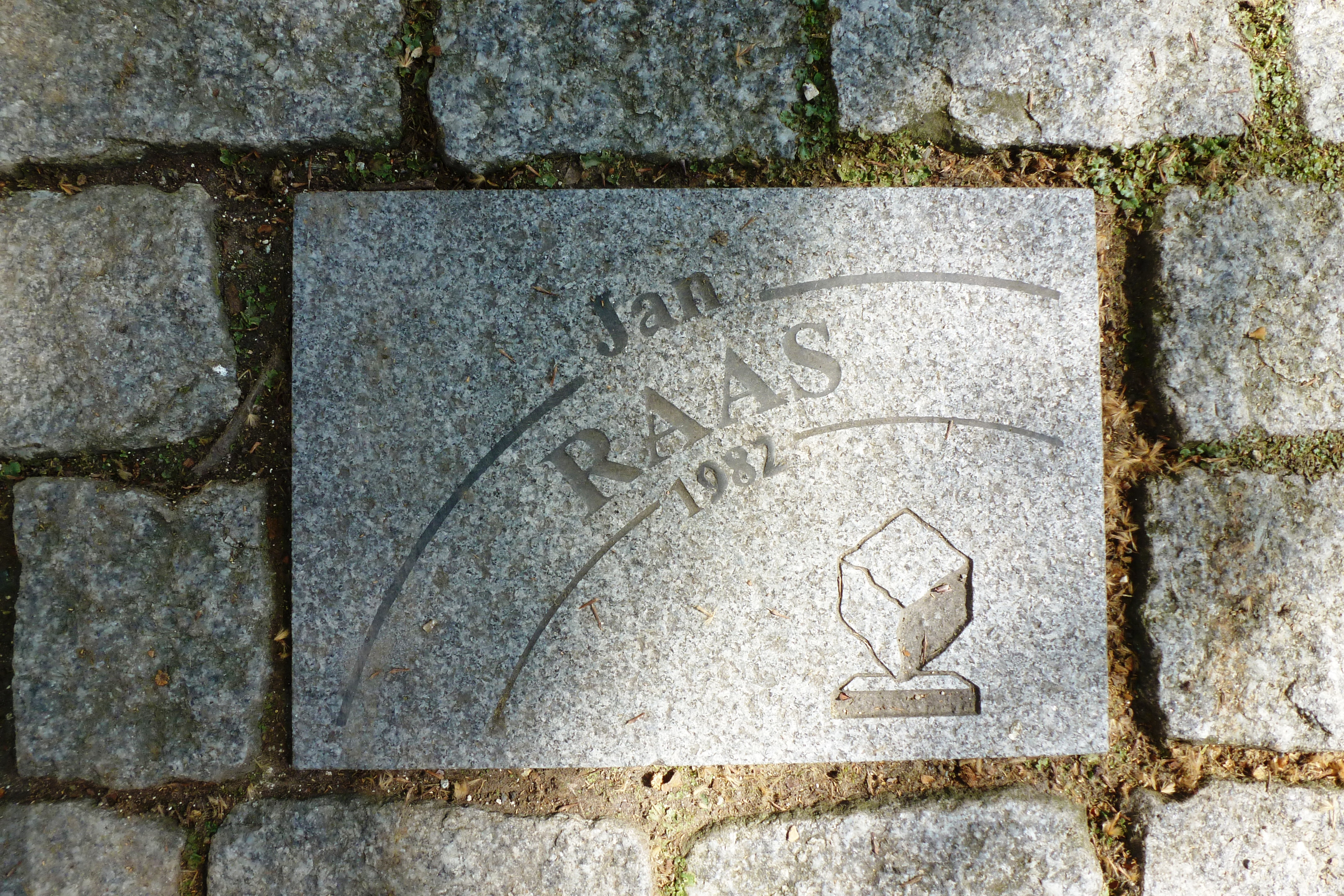
Losa de pavimento (´pavé´) dedicada a Jan Raas, en la avenida Charles Crupelandt de Roubaix por su victoria en la edición de 1982.

Pese a no haber podido rendir al máximo nivel en las carreras de Flandes por los problemas de salud al inicio de la campaña, Jan se recompuso y tuvo un final de primavera brillante ganando la afamada París-Roubaix, tras varios años de mala suerte con pinchazos y caídas. A falta de 20 km, Ludo Peeters, del TI-Raleigh e integrante del grupo de 9 corredores disidente, se adelantó para presionar al campeón defensor Bernard Hinault, al velocista emergente Eddy Planckaert, a Roger De Vlaeminck y a Sean Kelly, entre otros. El francés Hinault, generoso en el esfuerzo y con poca colaboración, remolcó al grupo perseguidor y atrapó a Peeters a falta de 6 km para el final aprovechando Jan Raas la coyuntura para atacar en un tramo ligeramente de subida y llegar en solitario al velódromo de Roubaix tras más de 7 horas de carrera, ganando así su tercer monumento y una de las pocas clásicas que le faltaban en su palmarés.
Una semana después de ganar a sus rivales en el pavé del ´Infierno del Norte´ y con un estado de forma soberbio, pudo igualmente desquitarse de su derrota el año anterior y ganó en solitario su quinta Amstel Gold Race. Rompió y seleccionó el pequeño grupo de 16 corredores en el paso por el Keutenberg quedándose con Sean Kelly —ganador de 4 etapas y la clasificación general de la París-Niza— , Hennie Kuiper, Gregor Braun —1.º en la Kuurne-Bruselass-Kuurne y 3.er puesto en la París-Roubaix—, y los Peugeots: Phil Anderson y Stephen Roche. Entrada la carrera en su fase final y decisiva Jan Raas sorprendió al grupo y se movió a falta de 1 km, en los metros finales de una ligera pendiente, para alejarse de sus rivales y ganar por 2 segundos de margen al irlandés Stephen Roche y 7 al alemán Gregor Braun.

«Es la victoria más dura que he tenido en la Amstel Gold Race. Más difícil que la primera vez, en 1977, cuando defendía los colores de Frisol y me quedé solo en el final con Gennie Knetemann y Hennie Kuiper»
Jan Raas para el diario Leidsch Dagblad (26/04/1982)

Tras un parón de 2 semanas, retomó la competición con un 4.º puesto en la general de los Cuatro Días de Dunkerque, carrera ganada por su compañero Frank Hoste, y prosiguió con su preparación de cara al Tour participando en el Tour de Suiza y en los Campeonatos Nacionales, quedando en 4.º lugar.
En julio, Raas volvió a cosechar una nueva victoria en el Tour de Francia tras su ausencia en la pasada edición. Y lo hizo en la 6.ª y única etapa adoquinada de 233 km de la ronda gala, con inicio y final en la ciudad de Lille. El holandés, que se encontraba resguardado en el gran grupo a falta de poco más de 20 km para el final, se adelantó al pelotón después de que su compañero de equipo Ludo Peeters, hasta entonces cabeza de carrera en solitario, fuera neutralizado tras sufrir un pinchazo. A Raas se le acopló el belga Jos Jacob y pasados un tiempo se les unieron Martens, Arnaud, Andersen, Van Houwlingen y Le Bigaut, que colaborarían hasta los kilómetros finales con el pelotón a escasos segundos. Tras diversos ataques efectuados entre los integrantes de la escapada en el final de la etapa, Jan aprovechó el intento de Adri van Houwelingen a 1 km y medio de meta para escabullirse y abrir un hueco decisivo que le daría la victoria y su noveno triunfo parcial en la ronda francesa.
Después de retirarse en la 15.ª etapa del Tour y estar durante un mes sin competir, disputó de cara al Mundial la Vuelta a los Países Bajos, donde ganaría el prólogo y quedaría 2.º en la general, a 16 segundos del vencedor Bert Oosterbosch. En el Campeonato del Mundo celebrado en Gran Bretaña, Raas poco pudo hacer en la última subida a meta situada en la cima de Goodwood Hill finalizando en 17.ª posición, a 17 segundos del vencedor Giuseppe Saronni.

#### 1983: Última gran temporada en la clásicas, cuarto monumento
El año de 1983 fue la última temporada del neerlandés a su máximo nivel. Comenzó el año ganando el Gran Premio La Marsellesa y participando en la Estrella de Bessèges, donde terminó 6.º en la general. Para preparar las clásicas, el equipo TI-Raleigh realizó un campo de entrenamiento a mediados de febrero, concentración que Raas se vio obligado a abandonar a los pocos días por infección bucal y que le mantuvieron alejado de la bicicleta durante más de una semana.

«A veces me sentía tan mal en los entrenamientos —después de estar días alejado de la bici— que inmediatamente me daba la vuelta y me iba a casa»
Jan Raas

Con dudas sobre su participación en el fin de semana de apertura belga, Jan Raas finalmente viajó a Gante, ciudad donde parte la primera de las carreras, la Omloop, tras sentirse bien en los entrenamientos en los días previos al comienzo de la temporada del norte. Pese a no encontrarse a su mejor nivel por los problemas acontecidos en la preparación, tuvo aun así un buen inicio en la clásicas de adoquines. Quedó 2.º en la Omloop Het Volk  al cede ante el belga Fons de Wolf en un mano a mano, corredor con el que se distanció del pelotón a 43 kilómetros final, en el Volkegemberg, novena y última colina de la carrera. Un días después, pudo enmendarse adjudicándose nuevamente —la ganó en 1980— la Kuurne-Bruselas-Kuurne, tras sorprender en el último kilómetro al pelotón y entrando en meta aventajando en 50 metros a Sean Kelly ( 2.º) y Eddy Planckaert (3.º).
En el primero de los monumentos, la Milán-San Remo, Jan estuvo en el selecto grupo de 14 corredores que se jugarían la carrera en el Poggio, pero no respondió al ataque que el vigente campeón del mundo Giuseppe Saronni efectuó para dar caza al francés René Bittinger, que se encontraba por delante al moverse previamente. El italiano Saronni cogió a Bittinger antes de la cima y se marchó en solitario hacia la victoria. Jan Raas en la lucha por el segundo puesto finalizó 3.º tras quedar encerrado en el sprint. Días más tarde, en A través de Flandes, cedió ante las embestidas del equipo La Redoute. El conjunto francés, que contaba con 3 de los 6 corredores que formaban cabeza de carrera, atacaron incesantemente al holandés, máximo favorito, hasta que Etienne De Wilde, en una contraofensiva, pudo marcharse en solitario. Raas finalizó 2.º, por delante de un jovencísimo y prometedor clasicómano belga Eric Vanderaerden.
Manteniendo su gran estado de forma, disputó y ganó una etapa en los Tres Días de Brujas-La Panne. Tras ello, conquistó su segundo Tour de Flandes. Jan, que se encontraba en el grupo de 9 contendientes —3 de ellos del TI-Ralelgh—  tras el paso por el Koppenberg y el Taaienberg a falta de un tercio del kilometraje de la carrera —de 272 km—, atacó a 17 km del final al no querer que la carrera se decidiera al sprint. Con la ayuda de sus compañeros de equipo logró zafarse del resto para conseguir en solitario su cuarto monumento y segundo De Ronde. En la Gante - Wevelgem, última clásica flamenca importante de la temporada, ayudó a su compañero Leo van Vliet a conseguir la victoria en solitario, ganando el holandés con facilidad el sprint del pequeño grupo perseguidor y quedando 2.º, por delante del belga Frank Hoste.

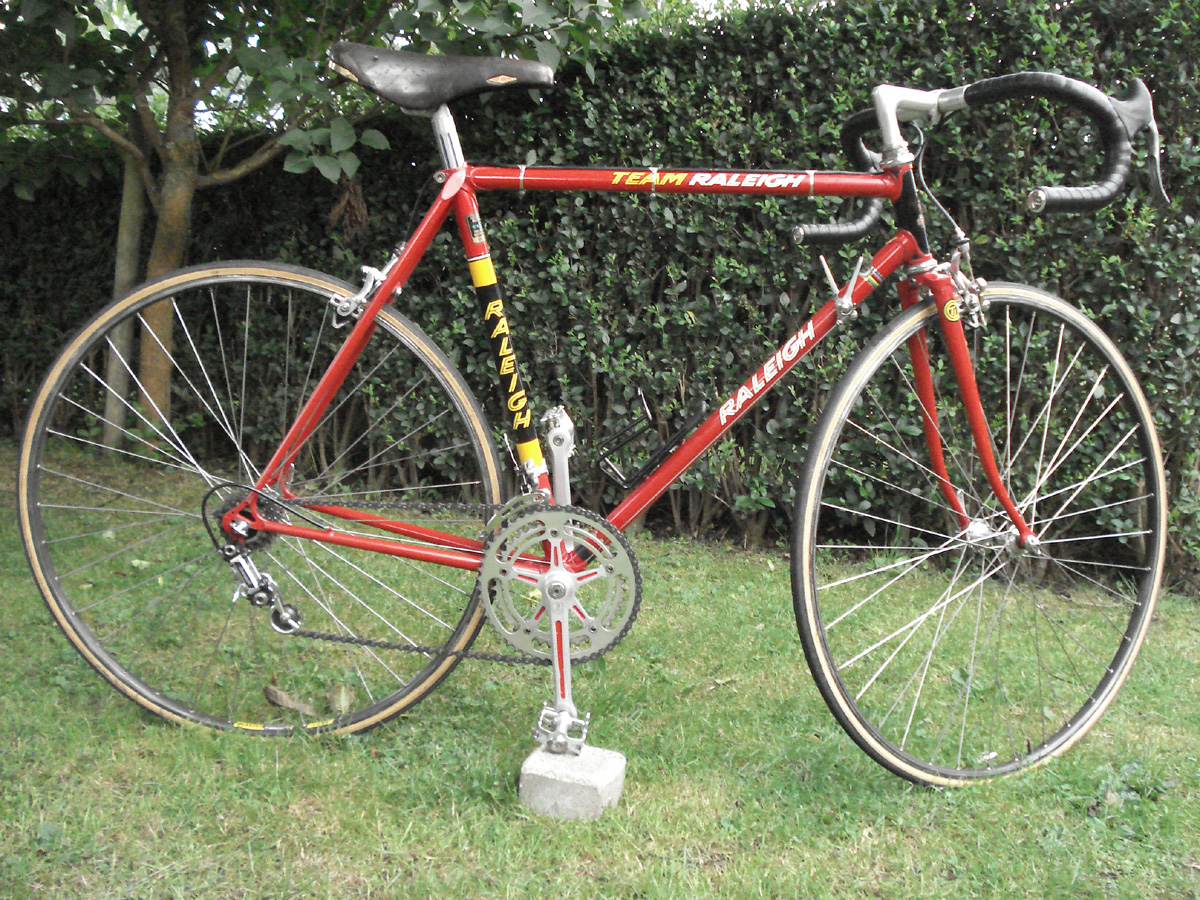
Réplica de la bicicleta usada por Jan Raas en el TI-Raleigh en sus años en el equipo (1975-76 y 1978-83).

En su carrera predilecta, la Amstel Gold Race, una serie de indecisiones dentro de la estructura del TI-Raleigh, hicieron que el australiano Phil Anderson se marcharse en solitario y ganase la carrera con relativa facilidad. Jan Raas, que tras la carrera declararía que no tenía piernas, quedó 3.º al sprint.
Tras un breve periodo de descanso, disputó los Cuatro Días de Dunkerque y el Tour de Suiza, con un 2.º puesto en esta primera como mejor resultado. Posteriormente, se proclamaría campeón de los Países Bajos por segunda vez.
En el Tour de Francia, se vio obligado a abandonar durante el transcurso de la 4.ª etapa, tras no poder seguir el ritmo del pelotón tras más de 6 horas y cuando aún quedaban 70 km para meta, por las magulladuras sufridas en las costillas en la caída del día anterior en la etapa de adoquines con final en Roubaix.

«No es mi estilo despedirme así del equipo...» declararía Jan Raas, que abandonaría el equipo al finalizar la temporada, tras abandonar el Tour.

Finalizó la temporada compitiendo en la París-Tours, donde fue 3.º por detrás de Adrie van der Poel y su compañero Ludo Peeters, ganador de la carrera. Selecionó el grupo a falta de 50 km e intentó la victoria en solitario a falta de 5 pero fue contrarrestado por el vigente campeón del mundo Greg Lemond.
Sus destacados resultados durante la primavera le otorgaron el 3.º puesto en el trofeo Super Prestigio Pernod, empatando a puntos (175) con el ganador de la Milán-San Remo y Giro de Italia Giuseppe Saronni y por detrás de Sean Kelly (220) y Greg Lemond (245).

### Lesión y retiro

#### 1984 y 1985: Ruptura final con Post, dicotomía del equipo, caída y últimos años
La creciente tensión entre Raas y su director de equipo Peter Post durante 1983 llevaron al holandés a dejar el TI-Raleigh al finalizar el año para crear su propia estructura, el Kwantum, el actual Jumbo-Visma, conjunto al que le acompañarían 6 ciclistas de su antigua formación —7 se irían con Post al Panasonic— y donde permaneció durante 2 temporadas más, sin resultados significativos debido a una caída en la bajada de la Cipressa en la Milán-San Remo de 1984, donde se hirió la espalda y órganos internos de los que nunca se recuperó por completo. Sin embargo, todavía logró colgarse el maillot de campeón de Holanda por tercera vez en 1984 y ganar, tras 338 km y casi 10 horas, la 9.ª etapa del Tour de Francia del mismo año, su décimo y último triunfo en la ronda gala.
Raas decidió cerrar las cortinas de su ilustre carrera profesional la siguiente temporada, el 28 de mayo de 1985, a la edad de 32 años, el día después de terminar el Critérium de Hansweert.

### Tras el retiro profesional
El conocimiento de Raas sobre las carreras hizo que tras su retirada continuara unido al mundo del ciclismo en la gestión de equipos y se convirtió en director del escuadrón Kwantum, donde permaneció en la misma estructura durante casi dos décadas con sus respectivos cambios de patrocinadores (SuperConfex (1987-89), Buckler (1990-92), WordPerfect (1993-94), Novell (1996) y finalmente Rabobank (1996-2003)). Joop Zoetemelk, Edwig Van Hooydonck, Adrie van der Poel, Erik Dekker, Michael Boogerd y Óscar Freire, son algunos de los ciclistas a los que dirigió.
Jan Raas se retiró por completo del deporte finalizada la temporada de 2003.

## Palmarés
| 1973 (como amateur) - Ronde van Midden-Nederland 1975 - Gran Premio de la Villa de Zottegem 1976 - Campeonato de los Países Bajos en Ruta - 1 etapa de la Vuelta a Bélgica 1977 - 1 etapa del Tour del Mediterráneo - Milán-San Remo - Amstel Gold Race - 1 etapa del Tour de Francia 1978 - Gran Premio de Mónaco - Amstel Gold Race - 1 etapa de los Cuatro Días de Dunkerque - 1 etapa de la Vuelta a Suiza - 2.º en el Campeonato de los Países Bajos en Ruta - 3 etapas del Tour de Francia - 1 etapa de la Vuelta a los Países Bajos - Gran Premio de Antibes - París-Bruselas - París-Tours 1979 - 2 etapas del Tour del Mediterráneo - 1 etapa de la París-Niza - E3-Prijs Harelbeke - Tour de Flandes - Amstel Gold Race - 1 etapa de la Vuelta a Bélgica - 3.º en el Campeonato de los Países Bajos en Ruta - 1 etapa del Tour de Francia - 1 etapa de la Vuelta a Alemania - Vuelta a los Países Bajos, más 2 etapas - Campeonato del Mundo en Ruta | 1980 - 1 etapa de la Estrella de Bessèges - 2 etapas del Tour del Mediterráneo - Gran Premio de Cannes - Kuurne-Bruselas-Kuurne - 1 etapa de la París-Niza - E3-Prijs Harelbeke - Amstel Gold Race - 1 etapa de la Vuelta a Bélgica - 3 etapas del Tour de Francia - 1 etapa de la Vuelta a los Países Bajos - Acht van Chaam 1981 - Estrella de Bessèges, más tres etapas - 1 etapa del Tour del Mediterráneo - Het Volk - E3-Prijs Harelbeke - Gante-Wevelgem - Grand Prix Jef Scherens - París-Tours - 3.º en el Super Prestige Pernod International 1982 - 1 etapa de la Estrella de Bessèges - A través de Flandes - París-Roubaix - Amstel Gold Race - 1 etapa del Tour de Francia - 1 etapa de la Vuelta a los Países Bajos 1983 - Gran Premio La Marsellesa - Kuurne-Bruselas-Kuurne - 1 etapa de los Tres días de Panne - Tour de Flandes - Campeonato de los Países Bajos en Ruta - Delta Profronde - 3.º en el Super Prestige Pernod International 1984 - Campeonato de los Países Bajos en Ruta - 1 etapa del Tour de Francia |

## Resultados

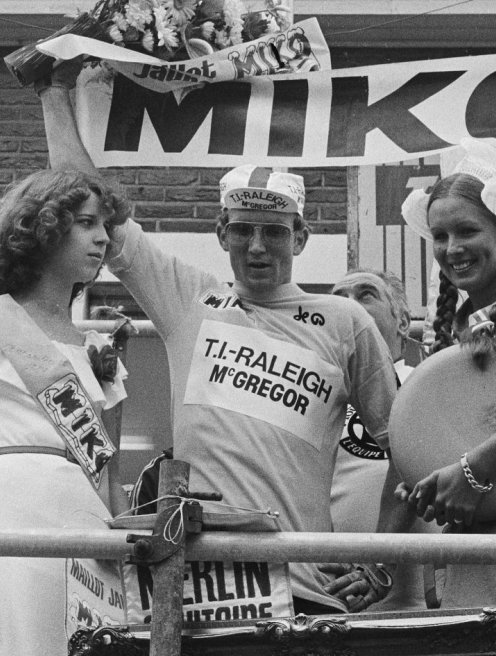
Jan Raas con el maillot amarillo tras vencer la 1.ª etapa-a del Tour de 1978.

Durante su carrera deportiva ha conseguido los siguientes puestos en Grandes Vueltas y carreras de un día:

### Grandes Vueltas
| Carrera | Carrera         | 1975 | 1976 | 1977 | 1978 | 1979 | 1980 | 1981 | 1982 | 1983 | 1984 | 1985 |
| ------- | --------------- | ---- | ---- | ---- | ---- | ---- | ---- | ---- | ---- | ---- | ---- | ---- |
|         | Giro de Italia  | —    | —    | —    | —    | —    | —    | —    | —    | —    | —    | —    |
|         | Tour de Francia | —    | 83.º | Ab.  | 24.º | Ab.  | Ab.  | —    | Ab.  | Ab.  | Ab.  | —    |
|         | Vuelta a España | —    | —    | —    | —    | —    | —    | —    | —    | —    | —    | —    |

- maillot amarillo de líder durante 4 días en Tour de 1978.[3]

### Clásicas, Campeonatos y JJ. OO.
| Carrera                | Carrera                | 1975 | 1976 | 1977 | 1978  | 1979 | 1980 | 1981 | 1982 | 1983 | 1984 | 1985 |
| ---------------------- | ---------------------- | ---- | ---- | ---- | ----- | ---- | ---- | ---- | ---- | ---- | ---- | ---- |
| Omloop Het Nieuwsblad  | Omloop Het Nieuwsblad  | 8.º  | 9.º  | 2.º  | 3.º   | 2.º  | 5.º  | 1.º  | 6.º  | 2.º  | 11.º | 45.º |
| Kuurne-Bruselas-Kuurne | Kuurne-Bruselas-Kuurne | —    | —    | 5.º  | —     | —    | 1.º  | 29.º | 5.º  | 1.º  | —    | —    |
|                        | Milán-San Remo         | —    | —    | 1.º  | 105.º | 12.º | 3.º  | —    | 14.º | 3.º  | Ab.  | 93.º |
| A Través de Flandes    | A Través de Flandes    | —    | —    | —    | —     | 3.º  | 2.º  | 13.º | 1.º  | 2.º  | —    | —    |
| E3 Harelbeke           | E3 Harelbeke           | 6.º  | —    | 7.º  | 2.º   | 1.º  | 1.º  | 1.º  | 5.º  | —    | —    | —    |
| Gante-Wevelgem         | Gante-Wevelgem         | 24.º | —    | 10.º | 4.º   | 3.º  | 6.º  | 1.º  | —    | 2.º  | —    | —    |
|                        | Tour de Flandes        | —    | 11.º | 3.º  | 22.º  | 1.º  | 3.º  | 3.º  | 13.º | 1.º  | —    | —    |
| Scheldeprijs           | Scheldeprijs           | —    | —    | 40.º | —     | —    | 3.º  | —    | —    | —    | 12.º | —    |
|                        | París-Roubaix          | 40.º | 7.º  | 6.º  | 3.º   | 5.º  | Ab.  | Ab.  | 1.º  | —    | —    | —    |
| Flecha Brabanzona      | Flecha Brabanzona      | —    | 4.º  | 5.º  | —     | —    | —    | —    | —    | —    | —    | —    |
| Amstel Gold Race       | Amstel Gold Race       | —    | 2.º  | 1.º  | 1.º   | 1.º  | 1.º  | 5.º  | 1.º  | 3.º  | —    | —    |
| Flecha Valona          | Flecha Valona          | —    | —    | —    | 31.º  | —    | —    | —    | —    | —    | —    | —    |
|                        | Lieja-Bastoña-Lieja    | —    | —    | 13.º | —     | —    | —    | —    | —    | —    | —    | —    |
| París-Bruselas         | París-Bruselas         | —    | 28.º | —    | 1.º   | 11.º | 33.º | 2.º  | 7.º  | —    | —    | —    |
| París-Tours            | París-Tours            | 5.º  | 8.º  | —    | 1.º   | 3.º  | 35.º | 1.º  | 24.º | 3.º  | 30.º | —    |
| Mundial en Ruta        | Mundial en Ruta        | Ab.  | 8.º  | Ab.  | 13.º  | 1.º  | Ab.  | Ab.  | 17.º | —    | Ab.  | —    |
| Holanda en Ruta        | Holanda en Ruta        | —    | 1.º  | —    | 2.º   | 3.º  | 5.º  | —    | 4.º  | 1.º  | 1.º  | —    |

—: No participa

Ab.: Abandona

X: Ediciones no celebradas

## Premios y Reconocimientos
- Tercero en el Super Prestige Pernod International de 1981 y 1983.[28]

## Récords y marcas personales
- Ciclista con más victorias en la Amstel Gold Race (5 victorias).[119]

## Equipos
- TI-Raleigh (1976)
- Frisol (1977)
- TI-Raleigh (1978-1983) 
  - TI-Raleigh-Mc Gregor
  - TI-Raleigh-Creda
  - TI-Raleigh-Campagnolo
- Kwantum Hallen - Decosol (1984-1985)